# North Palm Beach
North Palm Beach es una villa ubicada en el condado de Palm Beach en el estado estadounidense de Florida. En el Censo de 2010 tenía una población de 12.015 habitantes y una densidad poblacional de 800,38 personas por km².

## Geografía
North Palm Beach se encuentra ubicada en las coordenadas 26°49′13″N 80°3′25″O / 26.82028, -80.05694. Según la Oficina del Censo de los Estados Unidos, North Palm Beach tiene una superficie total de 15.01 km², de la cual 9.3 km² corresponden a tierra firme y (38.08%) 5.72 km² es agua.

## Demografía
Según el censo de 2010, había 12.015 personas residiendo en North Palm Beach. La densidad de población era de 800,38 hab./km². De los 12.015 habitantes, North Palm Beach estaba compuesto por el 93.34% blancos, el 2.66% eran afroamericanos, el 0.08% eran amerindios, el 1.7% eran asiáticos, el 0.01% eran isleños del Pacífico, el 0.9% eran de otras razas y el 1.31% pertenecían a dos o más razas. Del total de la población el 6.87% eran hispanos o latinos de cualquier raza.